# Ben Nevis
Ben Nevis (gael. Beinn Nibheis, wym. [peˈɲivəʃ]) – najwyższy szczyt górski Szkocji oraz całych Wysp Brytyjskich, zaliczany do Korony Europy.  
Położony jest na zachodnich krańcach Grampianów w paśmie Ben Nevis na wschód od zatoki Firth of Lorn w zachodniej Szkocji. Góruje nad doliną Glen Nevis; w pobliżu szczytu znajduje się miasto Fort William. Pierwszego znanego wejścia dokonał Szkot James Robertson 17 sierpnia 1771 roku. 
Ben Nevis wznosi się na wysokość 1345 metrów n.p.m. Zbudowany jest ze skał wulkanicznych, posiada zaokrąglony wierzchołek. Stoki południowe są łagodne a północno-wschodnie strome ze śladami zlodowacenia plejstoceńskiego. Góra jest popularnym celem wycieczek turystycznych. 